# Malèves
Malèves is een dorp in de Belgische provincie Waals-Brabant. Samen met Sainte-Marie-lez-Opprebais en Wastines vormt het Malèves-Sainte-Marie-Wastines, een deelgemeente van Perwijs. Malèves ligt het meest in het zuidwesten aan het riviertje de Orbais.

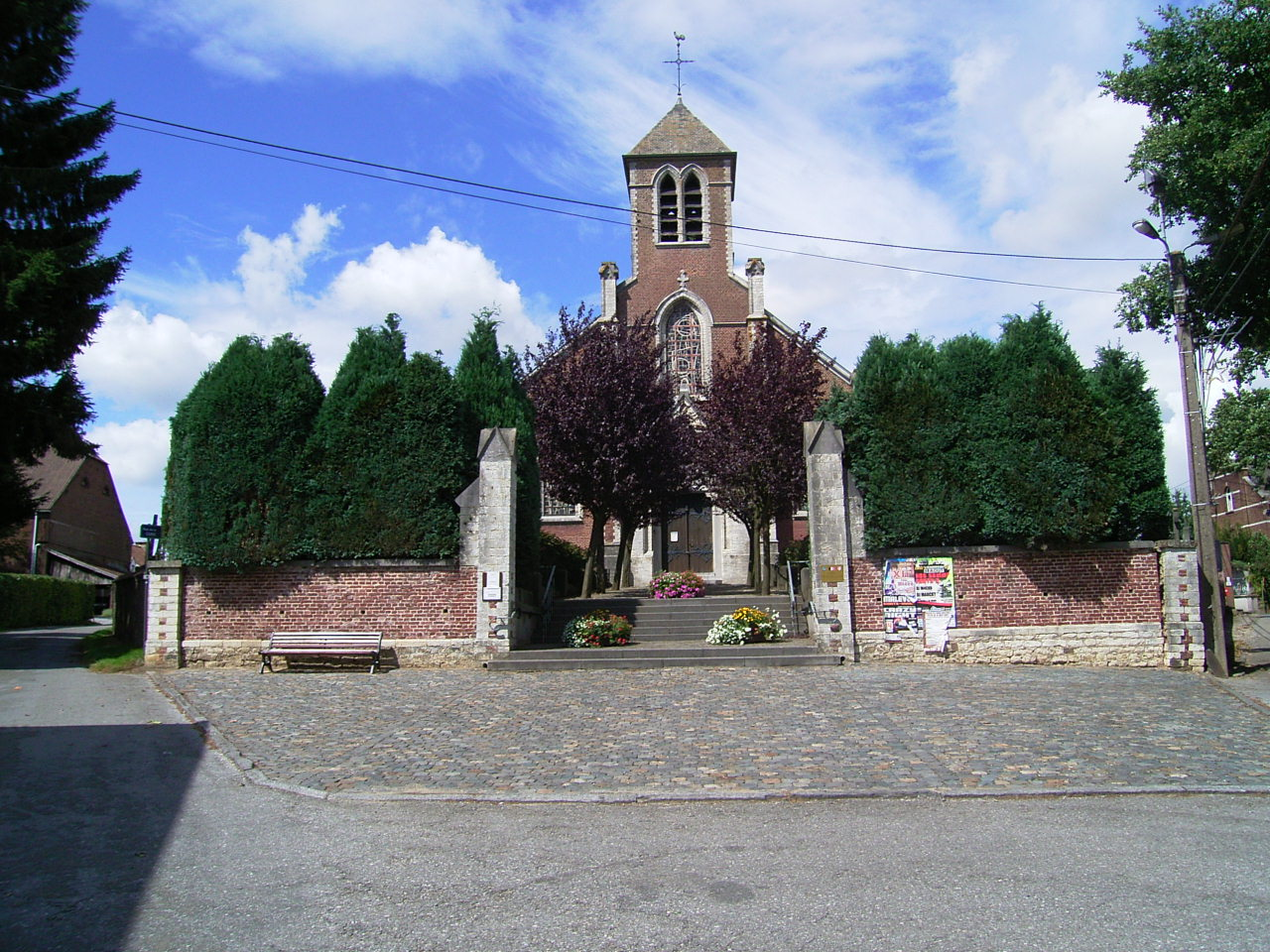
Centrum en kerk

## Geschiedenis
Vanaf de 13de eeuw was al sprake van het kasteel van Malèves. Op de Ferrariskaart uit de jaren 1770 is de plaats als Maleves aangeduid en ook het kasteel wordt weergeven.
Op het eind van het ancien régime werd Malèves een gemeente. In 1812 werd de gemeente al samengevoegd met Sainte-Marie tot Malèves-Sainte-Marie, waar in 1822 ook Wastines werd aan toegevoegd.
In de 19de eeuw werd het kasteel aangepast en werd een kasteelpark aangelegd. In 1960 werd het kasteel afgebroken en kwam een grote woning in de plaats.

## Bezienswaardigheden
- De Sint-Ulrikskerk (Église Saint-Ulric) is een neogotisch kerkgebouw uit 1864 met ommuurd kerkhof waarin ook de pastorie uit de 18e eeuw ligt;
- De Ferme du Château met woning uit de 18e eeuw en schuur uit de 19e eeuw, gebouwd in het deels ommuurde, 60 ha metende park van het voormalige kasteel;
- Het voormalige klooster van de Zusters van Sint-Jozef uit 1890 waarin vanaf 1945 de kleuterschool gevestigd is.

## Natuur en landschap
Malèves ligt aan de Orbais. De hoogte aan de kerk is 142 meter.

## Nabijgelegen kernen
Sainte-Marie-lez-Opprebais, Orbais, Sart-Risbart, Thorembais-Saint-Trond
Deelgemeenten: Malèves-Sainte-Marie-Wastines · Orbais · Perwijs · Thorembais-les-Béguines · Thorembais-Saint-Trond

Overige dorpen en gehuchten: Jaussellette · Malèves · Odenge · Sainte-Marie-lez-Opprebais · Wastines

Belgische gemeenten · Arrondissement Nijvel · Waals-Brabant · Wallonië